# Simpozij Obdobja
Simpozij Obdobja je mednarodni slovenistični znanstveni simpozij. 

## Opis prireditve
Simpozij Obdobja v slovenskem jeziku, književnosti in kulturi je zasnovan kot mednarodno znanstveno humanistično srečanje. Poleg domačih in tujih jezikoslovcev ter literarnih zgodovinarjev se ga udeležujejo tudi strokovnjaki drugih humanističnih ved. Simpozij je tradicionalna prireditev Oddelka za slovenistiko Filozofske fakultete v Ljubljani, ki tudi predlaga in izbere simpozijsko temo. Tridnevni simpozij poteka vsako leto (od leta 1979 do 1996 ter od leta 1999 naprej), najpogosteje v stavbi Univerze v Ljubljani na Kongresnem trgu. 

## Zgodovina
Zamisel za simpozij je dozorela sredi 70. let in je bila tesno povezana z že več kot desetletnim uspešnim delovanjem Seminarja slovenskega jezika, literature in kulture (v nadaljevanju SSJLK), ki je bil namenjen tujim slavistom, ki so na lektoratih slovenskega jezika na matičnih univerzah ali prek strokovne literature, prihajali v stik s slovenskega jezika. Ideja za simpozij se je pojavila ob 14. seminarju SSJLK, in sicer da naj bo znanstveni simpozij z udeležbo tujih slavistov odslej redna oblika dejavnosti seminarja slovenskega jezika, literature in kulture, izmenično jezikoslovni in literarnozgodovinski. Po prvotni zamisli naj bi bil simpozij uvod v vsakoletni SSJLK, vendar s samostojno temo, razvil pa naj bi tudi svojo lastno notranjo logiko in ritem. 
Ker je bil simpozij že od začetka usmerjen v sistematično zaporedno obravnavo posameznih obdobij v razvoju slovenskega jezika, književnosti in kulture, je bil imenovan Simpozij Obdobja. Čeprav je bilo najprej mišljeno, da se bo izmenično usmerjal v jezikoslovje in literarno zgodovino, je bila notranja vsebinska trodelnost (tj. jezik, književnost, kultura) prevzeta od SSJLK. Vsakokratna tematika na simpozijih naj se ne bi obravnavala samo strogo v nacionalnem okviru, pač pa naj bi se raziskovali in osvetljevali tudi širši primerjalni, tipološki, teoretski in zgodovinski vidiki ter konteksti. Na simpozijih naj bi se na novo pretresli dosedanji pogledi na obdobja in se aktualizirala njihova temeljna znanstvena vprašanja. 

## Simpozijski zborniki
- Obdobja 1: Obdobje razsvetljenstva v slovenskem jeziku, književnosti in kulturi (1980)
- Obdobja 2: Obdobje romantike v slovenskem jeziku, književnosti in kulturi
- Obdobja 3: Obdobje realizma v slovenskem jeziku, književnosti in kulturi
- Obdobja 4: Obdobje simbolizma v slovenskem jeziku, književnosti in kulturi
- Obdobja 5: Obdobje ekspresionizma v slovenskem jeziku, književnosti in kulturi
- Obdobja 6: 16. stoletje v slovenskem jeziku, književnosti in kulturi
- Obdobja 7: socialni realizem v slovenskem jeziku, književnosti in kulturi
- Obdobja 8: Sodobni slovenski jezik, književnost in kultura
- Obdobja 9: Obdobje baroka v slovenskem jeziku, književnosti in kulturi (1987). Ur. Jože Koruza.
- Obdobja 10: Obdobje srednjega veka v slovenskem jeziku, književnosti in kulturi
- Obdobja 11: Obdobje slovenskega narodnega preporoda (ob 70-letnici ljubljanske slavistike (1989). Ur. Matjaž Kmecl.
- Obdobja 12: Ramovšev zbornik
- Obdobja 13: Miklošičev zbornik
- Obdobja 14: Individualni in generacijski ustvarjalni ritmi (ob 10-letnici Marje Boršnikove).  Ur. Tone Pretnar.
- Obdobja 15: Kopitarjev zbornik
- Obdobja 16: Sonet in sonetni venec (1995). Ur. Boris Paternu in Franc Jakopin.
- Obdobja 17: Vatroslav Oblak (1996). Ur. Alenka Šivic Dular.
- Obdobja 18: Historizem v raziskovanju slovenskega jezika, književnosti in kulture (1999). Ur. Aleksandra Derganc.
- Obdobja 19: Romantična pesnitev (2000). Ur. Marko Juvan.
- Obdobja 20: Slovenski knjižni jezik – aktualna vprašanja in zgodovinske izkušnje (2001). Ur. Ada Vidovič Muha.
- Obdobja 21: Slovenski roman (2002). Ur. Miran Hladnik.
- Obdobja 22: Členitev jezikovne resničnosti (2003). Ur. Erika Kržišnik.
- Obdobja 23: Slovenska kratka pripovedna proza (2004). Ur. Irena Novak Popov.
- Obdobja 24: Razvoj slovenskega strokovnega jezika (2005). Ur. Irena Orel.
- Obdobja 25: Književnost v izobraževanju – cilji, vsebine, metode (2006). Ur. Boža Krakar Vogel.
- Obdobja 26: Slovenska narečja med sistemom in rabo (2007). Ur. Vera Smole.
- Obdobja 27: Reformacija na Slovenskem (ob 500-letnici Trubarjevega rojstva) (2008). Ur. Aleksander Bjelčevič.
- Obdobja 28: Infrastuktura slovenščine in slovenistike (2009). Ur. Marko Stabej.
- Obdobja 29: Sodobna slovenska književnost (1980–2010) (2010). Ur. Alojzija Zupan Sosič.
- Obdobja 30: Meddisciplinarnost v slovenistiki (2011). Ur. Simona Kranjc.
- Obdobja 31: Slovenska dramatika (2012). Ur. Mateja Pezdirc Bartol.
- Obdobja 32: Družbena funkcijskost jezika: (vidiki, merila, opredelitve) (2013). Ur. Andreja Žele.
- Obdobja 33: Recepcija slovenske književnosti (2014). Ur. Alenka Žbogar.
- Obdobja 34: Slovnica in slovar - aktualni jezikovni opis (2015). Ur. Mojca Smolej.
- Obdobja 35: Toporišičeva Obdobja (2016). Ur. Erika Kržišnik, Miran Hladnik.
- Obdobja 36: Rokopisi slovenskega slovstva od srednjega veka do moderne (2017). Ur. Aleksander Bjelčevič, Matija Ogrin, Urška Perenič.
- Obdobja 37: Starejši mediji slovenske književnosti: Rokopisi in tiski (2018). Ur. Aleksander Bjelčevič, Urška Perenič.
- Obdobja 38: Slovenski javni govor in jezikovno-kulturna (samo)zavest (2019). Ur. Hotimir Tivadar.
- Obdobja 39: Slovenščina – diskurzi, zvrsti in jeziki med identiteto in funkcijo (2020). Ur. Jerica Vogel.
- Obdobja 40: Slovenska poezija (2021). Ur. Darja Pavlič.

## Večletni vodje simpozijev
Od leta 1979 do 2009 so Simpozij Obdobja vodili sledeči profesorji z oddelkov za slovenistiko in slavistiko ljubljanske Filozofske fakultete:
- Boris Paternu: Obdobja 1 (1979), Obdobja 2 (1980), Obdobja 3 (1981), Obdobja 8 (1986), Obdobja 16 (1995)
- Franc Zadravec: Obdobja 4 (1982), Obdobja 5 (1983), Obdobja 7 (1985)
- Breda Pogorelec: Obdobja 6 (1984), Obdobja 12 (1990)
- Jože Toporišič: Obdobja 10 (1988), Obdobja 13 (1991), Obdobja 15 (1994)